# Gabriela Guillén
Gabriela Guillén Álvarez (Tibás, Costa Rica; 1 de marzo de 1992) es una futbolista costarricense. Juega de defensa y su equipo actual es el Alajuelense de la  Primera División de Costa Rica. Es internacional absoluta por la selección de Costa Rica desde 2012.

## Trayectoria
Tras jugar una temporada en Islandia, Cuillén regresó a Costa Rica y se incorporó al Alajuelense.

## Selección nacional
Internacional absoluta con Costa Rica, Guillén disputó la Copa Mundial Femenina de Fútbol de 2023 de 2015 y 2023.

### Participaciones en copas continentales
| Copa                                        | Sede           | Resultado      |
| ------------------------------------------- | -------------- | -------------- |
| Premundial Femenino CONCACAF de 2014        | Estados Unidos | Segundo lugar  |
| Copa de Oro Femenina de la Concacaf de 2018 | Estados Unidos | Fase de grupos |
| Campeonato Femenino de la Concacaf de 2022  | México         | Cuarto lugar   |

### Participaciones en copas del mundo
| Copa                 | Sede                    | Resultado      |
| -------------------- | ----------------------- | -------------- |
| Copa Mundial de 2015 | Canadá                  | Fase de grupos |
| Copa Mundial de 2023 | Australia Nueva Zelanda | Por disputar   |

## Clubes
| Club               | País           | Año       |
| ------------------ | -------------- | --------- |
| Deportivo Saprissa | Costa Rica     | 2013-2019 |
| Þór/KA             | Islandia       | 2020      |
| Alajuelense        | Costa Rica     | 2020-2024 |
| Dallas Trinity FC  | Estados Unidos | 2024-2025 |
| Alajuelense        | Costa Rica     | 2025-Act  |

## Vida personal
Se casó el sábado 15 de abril del 2023 con su pareja, Andrea Arce.